# Cautio iudicatum solvi
De cautio iudicatum solvi is in België de borgstelling door de eisende vreemdeling tot zekerheid van de betaling van de proceskosten en de geldsommen waartoe de gerechtelijke beslissing deze vreemdeling eventueel veroordeelt. De borgstelling van de eisende vreemdeling is ingesteld om de eigen onderdanen te beschermen tegen tergende of roekeloze vorderingen die tegen hen zouden worden ingesteld door een eiser die vreemdeling is. De borg moet worden verstrekt wanneer de vreemdeling een hoofdeis instelt, en niet wanneer hij als verweerder een tegenvordering instelt.
De woorden cautio iudicatum solvi worden soms ook geschreven als cautio judicatum solvi. Men moet daar rekening mee houden bij opzoekingen.

## De regeling volgens het Gerechtelijk Wetboek
Behalve wanneer Staten bij verdrag hebben bedongen dat hun onderdanen ontslagen zijn van borgstelling ter voldoening aan het vonnis, zijn alle vreemdelingen als hoofdeiser of tussenkomende partij gehouden, indien de Belgische verweerder het vóór enige exceptie vordert, borg te stellen voor de betaling van de uit het geding voortvloeiende kosten en schadevergoedingen waarin zij kunnen worden verwezen. De verweerder kan borgstelling vorderen, zelfs voor het eerst in hoger beroep, indien hij aldaar gedaagd wordt (artikel 851 van het Gerechtelijk Wetboek).
De cautio iudicatum solvi moet in limine litis gevorderd worden door de Belgische verweerder. De Belgische verweerder moet ze dus vorderen voor ieder verweer. Zij zou zelfs gevorderd kunnen worden in kort geding. Dit wordt echter betwist. In kort geding zou de rechter - volgens sommigen - over de cautio iudicatum solvi uitspraak doen bij een afzonderlijk vonnis. Dat ondanks het spoedeisend karakter van de zaak. Maar er werd echter beslist dat de cautio iudicatum solvi niet toepasselijk is in kort geding. Aldus besliste de voorzitter van de rechtbank van eerste aanleg te Brussel in een vonnis in kort geding van 26 februari 2004 (zie https://web.archive.org/web/20100305192116/http://jure.juridat.just.fgov.be/). Bij vonnis van 26 april 1995 had de kortgedingrechter te Brussel echter geoordeeld dat de cautio iudicatum solvi ook toepassing moet vinden in het kort geding.  
Het vonnis waarbij borgstelling wordt bevolen, bepaalt tot welk beloop dit zal geschieden. Het kan de borg ook door enige andere zekerheid vervangen. De eiser wordt ontslagen van het stellen van de gevorderde zekerheid, indien hij de bepaalde som in consignatie geeft, indien hij aantoont dat zijn onroerende goederen in België voldoende zijn om die som daaraan te verhalen of indien hij een pand geeft overeenkomstig artikel 2041 van het Burgerlijk Wetboek. In de loop van het geding kan de rechtbank, op verzoek van een partij, het bedrag van de som
of de aard van de verstrekte zekerheid wijzigen (artikel 852 van het Gerechtelijk Wetboek).

## Internationale verdragen die vrijstelling verlenen van de 'cautio iudicatum solvi'
De tekst van artikel 851 van het Gerechtelijk Wetboek voorziet het uitdrukkelijk. De cautio iudicatum solvi moet niet verstrekt worden wanneer de eisende vreemdeling door een internationaal verdrag vrijgesteld is van die verplichting.
Het belangrijkste verdrag in dit verband is de Haagse conventie van 1 maart 1954. Het Verdrag betreffende de burgerlijke rechtsvordering, gesloten op 1 maart 1954, te 's-Gravenhage, voorziet in artikel 17 in de afschaffing van de cautio iudicatum solvi voor de onderdanen van de staten die partij zijn bij dat verdrag.
Artikel 17 van het verdrag (dat niet is opgenomen op Juridat) luidt als volgt:
'Geen zekerheidstelling of depot, onder welke benaming ook, kan op grond hetzij van hun hoedanigheid van vreemdelingen, hetzij van gemis aan domicilie of verblijfplaats in het land, worden opgelegd aan de onderdanen van een der verdragsluitende Staten, die in een dier Staten hun domicilie hebben, wanneer zij als eisers of tussenkomende partijen voor de rechtbanken van een andere dier Staten optreden.
Dezelfde regel is van toepassing op de storting welke tot dekking der gerechtskosten van eisers of tussenkomende partijen mocht gevorderd worden.
De overeenkomsten, waarbij verdragsluitende Staten voor hun onderdanen de vrijstelling der cautie judicium solvi of der storting wegens proceskosten zonder voorwaarde van domicilie mochten hebben bedongen, blijven van toepassing.'
Zijn partij bij dit verdrag: Argentinië, Bosnië-Herzegovina, Speciale Bestuurlijke Regio Macau van de Volksrepubliek China, Cyprus, Denemarken, Duitsland, Egypte, Finland, Frankrijk, Hongarije, Israël, Italië, Japan, Joegoslavië, Kroatië, Kirgizië, Letland, Libanon, Litouwen, Luxemburg, Marokko, Moldavië, Nederland, Noord-Macedonië, Noorwegen, Oekraïne, Oostenrijk, Polen, Portugal, Roemenië, Russische Federatie, Servië en Montenegro, Slovenië, Slowakije, Spanje, Suriname, Tsjechische Republiek, Turkije, Vaticaanstad, Wit-Rusland, Zweden en Zwitserland. Onderdanen van deze landen moeten in België dus geen zekerheid bezorgen aan de Belgische verweerder wanneer ze deze Belg voor een Belgische rechtbank dagvaarden.
Artikel 2 van de Overeenkomst tussen de Tunesische Republiek en het Koninkrijk België betreffende wederzijdse rechtshulp in burgerlijke zaken en in handelszaken van 25 april 1989 (Belgisch Staatsblad van 20 oktober 1999 bepaalt: 'Geen zekerheidstelling of depot, onder welke benaming ook, kan op grond hetzij van hun hoedanigheid van vreemdeling, hetzij het ontbreken van woon- of verblijfplaats in het land, worden opgelegd aan de onderdanen, met inbegrip van de rechtspersonen, van een van de overeenkomstsluitende Staten, wanneer zij als eisers of tussenkomende partijen voor de rechtbanken van de andere Staat optreden, mits zij hun woonplaats in een van beide Staten hebben'.
Artikel 16, § 2, van het Verdrag betreffende het Status van Staatlozen van 28 september 1954 (Belgisch Staatsblad van 10 augustus 1960) bepaalt: 'Een staatloze geniet in de Verdragsluitende Staat waar hij zijn gewone verblijfplaats heeft, dezelfde behandeling als een onderdaan, wat betreft rechtsingang, waaronder begrepen rechtsbijstand en vrijstelling van de cautio judicatum solvi'. Een identieke bepaling treft men aan in artikel 16, § 2, van het Internationaal Verdrag betreffende de status van vluchtelingen en Bijlagen, ondertekend op 28 juli 1951, te Geneve (Belgisch Staatsblad van 3 mei 1969).

## Onderdanen van de Europese Unie
In de Europese Unie is er geen plaats voor de cautio iudicatum solvi voor onderdanen van de Europese Unie sinds het arrest van het Hof van Justitie van de Europese Unie van 20 maart 1997. Onderdanen van een Lidstaat van de Europese Unie kunnen in een andere Lidstaat van de Europese Unie niet verplicht worden de cautio iudicatum solvi te verstrekken.

## Nederland
In Nederland gebruikt men voor de cautio iudicatum solvi (ook) de naam 'proceskostenzekerheid'. De rechter heeft het in zijn vonnis dan over het 'proceskostenzekerheidsincident'.
De cautio iudicatum solvi wordt in Nederland, waar men dezelfde Latijnse naam gebruikt, geregeld door artikel 224 van het Wetboek van Burgerlijke Rechtsvordering, dat luidt als volgt:
'1.Allen zonder woonplaats of gewone verblijfplaats in Nederland die bij een Nederlandse rechter een vordering instellen of zich voegen of tussenkomen in een geding alhier, zijn verplicht op vordering van de wederpartij zekerheid te stellen voor de proceskosten en de schadevergoeding tot betaling waarvan zij veroordeeld zouden kunnen worden.
2.Geen verplichting tot het stellen van zekerheid bestaat:
a. indien dit voortvloeit uit een verdrag of uit een EG-verordening;
b. indien een veroordeling tot betaling van proceskosten en schadevergoeding op grond van het Statuut voor het Koninkrijk der Nederlanden, een verdrag of een EG-verordening ten uitvoer zal kunnen worden gelegd ter plaatse waar degene van wie zekerheid gevorderd wordt, zijn woonplaats of gewone verblijfplaats heeft;
c. indien redelijkerwijs aannemelijk is dat verhaal voor een veroordeling tot betaling van proceskosten en schadevergoeding in Nederland mogelijk zal zijn;
d. indien daardoor voor degene van wie zekerheid wordt gevorderd de effectieve toegang tot de rechter zou worden belemmerd.
3.De wederpartij is bevoegd de vordering, bedoeld in het eerste lid, in te stellen vóór alle weren.
4.De partij die het stellen van zekerheid vordert, wordt niet geacht daardoor de rechtsmacht van de rechter te hebben erkend.
5.Het vonnis waarbij het stellen van zekerheid wordt bevolen, drukt de som uit tot beloop waarvan de zekerheid moet worden verstrekt.'